# 1939 en Lorraine
Chronologie de la Lorraine
- 1935
- 1936
- 1937
- 1938
- 1939
- 1940
- 1941
- 1942
- 1943

Cette page est une liste d'événements qui se sont produits durant l'année 1939 en Lorraine.

## Événements

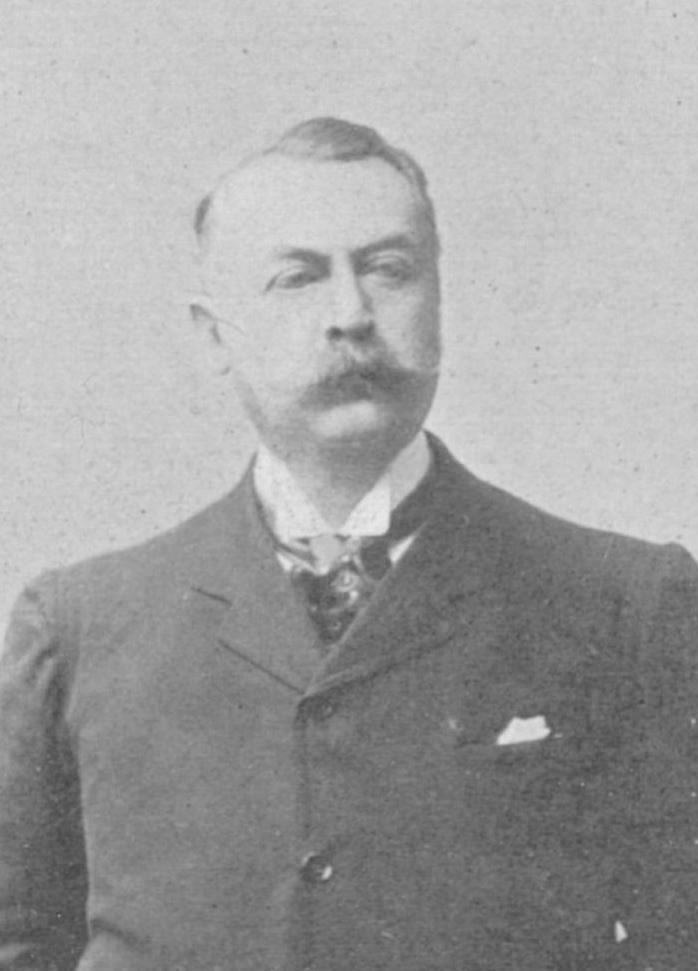
Maurice Flayelle.

- Février : Louis Gaillemin est élu sénateur, à la mort de Maurice Flayelle, par 576 voix sur 939. Il siège au groupe de l'Union républicaine.
- 5 février : le club Messin de natation, Natation Messine, organise une traversée de la Moselle dans le cadre de la Coupe d'hiver de Natation[1].
- Mai : Marcel Deschaseaux se présente comme candidat des droites à une élection législative partielle consécutive à l'élection au Sénat du député de la circonscription d'Epinal, Louis Gaillemin, et est élu au second tour le 28 mai 1939. Il a reçu l'investiture du Parti social français et différents comités républicains nationaux ainsi que les élus de l'arrondissement se sont ralliés à sa candidature le 13 mars 1939 lors d'une réunion à Remiremont. Il vote en faveur de la remise des pleins pouvoirs au maréchal Pétain en juillet 1940.
- Septembre : Seconde Guerre mondiale : évacuation des localités non protégées par la ligne Maginot[2]. 302 732 personnes, soit 45 % de la population du département de la Moselle, sont évacuées vers des départements du Centre et de l'Ouest de la France, essentiellement la Charente, la Charente inférieure, la Vienne, la Haute-Vienne et la Haute-Loire, qui accueillent les mineurs[3]. L'ordre d'évacuation pour les villages frontaliers comme Oberdorff est donné dès le 1er septembre[4]. Parmi les quelque 300 000 évacués, 200 000 reviendront après la défaite[5].
- 10 septembre: évacuation de Forbach. L'armée française engage une offensive en Sarre pour soulager le front polonais, mais dès la défaite de la Pologne, cette offensive est stoppée, les troupes repoussées jusqu'à devoir évacuer Forbach[2]
- À Lucerne, Lucien Genot devient champion du monde de l'épreuve 50 mètres couché (300m Army Rifle 3x20 shots Men (300AR3X20)) avec un score de 530 points.
- 21 décembre : un incendie détruit la mairie de Toul, monument historique situé au pied de la cathédrale et qui servait de palais épiscopal jusqu'en 1777[6].

## Naissances

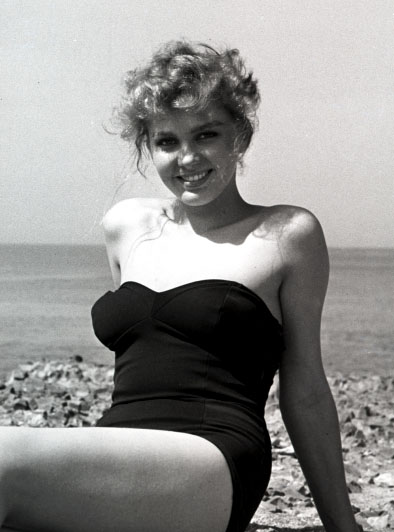
Isabelle Corey.

- Pascal Mahou, né en 1939 à Faulquemont en Moselle, peintre et plasticien français.
- 16 février à Nancy : Claudine Coster (Claudine Marie Josèphe Coster), actrice française.
- 6 mars à Blénod-lès-Pont-à-Mousson : Joseph Magiera, footballeur français.
- 21 avril à Crusnes : Louis Provelli, footballeur international et entraîneur français, décédé le 7 octobre 2014 à Valenciennes. Il mesure 1,82 m pour 76 kg. Il a fait toute sa carrière comme arrière central à l'US Valenciennes Anzin, dans les années soixante. Il reste l'un des meilleurs défenseurs de l'histoire du club..
- 22 mai, à Briey (Meurthe-et-Moselle) : André Rossinot, homme politique français. Ancien député, ancien ministre, ancien président du Parti radical, ancien maire de Nancy, il est actuellement président de la métropole du Grand Nancy (2016).
- 29 mai à Metz : Isabelle Corey, née Isabelle Cornet, décédée à Crozon (Finistère) le 6 février 2011, actrice française.
- 6 juin à Sarreguemines : Antoine Zacharias, ingénieur de formation, ancien PDG du groupe Vinci. Il a été pendant plusieurs années le dirigeant d'entreprise française le mieux rémunéré.
- 15 juin à Nancy : Lynanoue, de son vrai nom Jocelyne Renaudin, peintre, aquarelliste et pastelliste française.
- 12 juillet à Audun-le-Tiche : Roland Marchesin, homme politique français.
- 1er août à Laxou : Liliane Ennabli, historienne, archéologue et épigraphiste française, spécialiste de l'histoire de la période chrétienne de Carthage.
- 6 août à Lérouville : Danielle de March-Ronco, femme politique française.
- 15 août à Bouzonville : Jean-Claude Mathis, homme politique français.
- 31 août à Avricourt : Robert Gassert, mort le 25 décembre 2018 à Caen[7], footballeur français. Il évoluait au poste d'attaquant.
- 1er septembre à Nancy : François About, directeur de la photographie, réalisateur et photographe français.
- 2 septembre à Mirecourt : Jack Lang, homme politique français.
- 18 septembre à Anould : Goéry Delacôte[8], physicien, didacticien et vulgarisateur français, membre de l'Académie des technologies.
- 5 octobre à Gérardmer : Dominique Meyer, biologiste française, membre de l’Académie des sciences[9],[10].
- 7 décembre à Auboué : Claude Lorenzini, homme politique français.
- 10 décembre : Bernadette Bour, artiste plasticienne.

## Décès

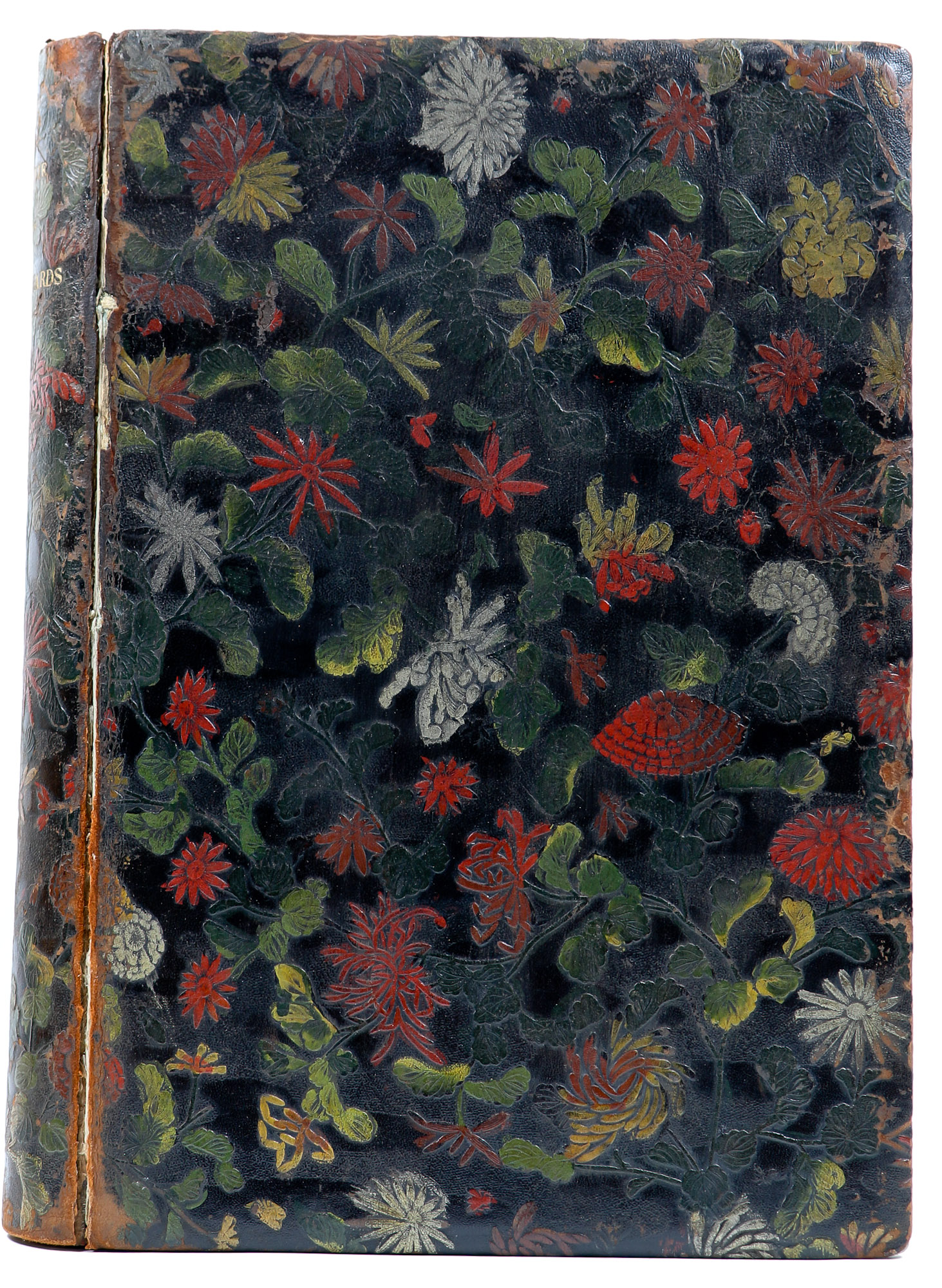
Reliure de René Wiener

- 4 février à Malzéville : Lucien Gasser, né le 2 février 1897 à Pompey, as de l'aviation français de la Première Guerre mondiale, au cours de laquelle il remporte dix victoires aériennes homologuées.
- 7 avril à Walscheid : Louis Meyer (né le 1er juillet 1868 à Walscheid), homme politique lorrain. Il fut député allemand au Landtag d'Alsace-Lorraine à partir de 1911, puis député français de 1919 à 1928.
- 20 mai à Champigneulles : Paul Mougin, né le 30 juin 1866 à Remiremont[11], ingénieur forestier qui s'est notamment intéressé à la gestion des risques d'avalanche et à la restauration des terrains en montagne via le reboisement.
- 2 août à Nancy : René Wiener, né le 1er janvier 1855 à Nancy, relieur d'art lorrain associé au mouvement de l'École de Nancy. Grand bibliophile, il est également libraire, éditeur et collectionneur.
- 12 septembre à Metz : Paul Gabriel Arsène Marie Rouvière, né à Saint-Mandé (département de la Seine) le 11 octobre 1906, architecte français. Mort pour la France.
- 13 octobre à Nancy : Adolphe Roger de Susbielle, général de brigade français né à Poitiers (France) en 1863.
- 20 octobre à Hampont : Lucien Génois, homme politique français né le 2 novembre 1880 à Fossieux (Moselle).